# Cerro Centinela
Cerro Centinela es una localidad y comuna rural del departamento Futaleufú, en la provincia del Chubut, Argentina. Fue creada el 15 de junio de 1955.

## Población
En 1991 fue censada como población rural dispersa y no se conoció su población. Contó con 267 habitantes (Indec, 2010), lo que representó un incremento leve frente a los 181 habitantes (Indec, 2001) del censo anterior. La población se compuso de 133 varones y 134 mujeres, lo que arrojó un índice de masculinidad del 99.25%. En tanto, las viviendas fueron 30.
Tras el censo de 2022 se conoció una fuerte caída en el crecimiento de la localidad con 70 habitantes y unas 97 viviendas.La población mantiene la categoría de comuna rural.
| Gráfica de evolución demográfica de Cerro Centinela entre 1991 y 2022 |
|                                                                       |
| Fuente: Censos nacionales del INDEC                                   |